# Plac ks. Michała Sopoćki w Białymstoku
Plac Błogosławionego Księdza Michała Sopoćki  – jeden z placów miasta Białegostoku leżący na osiedlu Białostoczek.

## Opis
Plac noszący imię ks. Michała Sopoćki jest położony na lewym brzegu rzeki Białej przy Kościele Miłosierdzia Bożego. Blisko tego placu znajduje się skrzyżowanie ulic Radzymińskiej, Bitwy Białostockiej i al. 1000-lecia Państwa Polskiego.
W latach 2001-2008 rondo u zbiegu ulic Poleskiej, Jurowieckiej i al. Tysiąclecia PP (obecnie rondo św. Faustyny Kowalskiej) nosiło nazwę Plac ks. Michała Sopoćki. W 2008 roku placem bł. ks. M. Sopoćko został nazwany teren przy  Kościele Miłosierdzia Bożego. W 2009 nazwa została zmieniona na Plac bł. ks. M. Sopoćki. 
W Białymstoku na osiedlach Białostoczek i Antoniuk istnieje ulica o podobnej nazwie - ulica Błogosławionego Księdza Michała Sopoćki.